# 민코프스키 부등식
민코프스키 부등식(독일어: Minkowski-Ungleichung, Minkowski inequality, -不等式) 또는 민코프스키 삼각 부등식(-三角不等式)은 독일의 유대계 수학자인 헤르만 민코프스키가 제시한 부등식이다. 크게 세 가지 형식으로 사용되는데, 횔더 부등식 및 토넬리의 정리에 의해 유도할 수 있다. 또한 민코프스키 부등식은 하디의 부등식 등 여러 가지 부등식을 증명하는 데 이용되기도 한다.

## 대수적 형태
1≤p≤∞일 때 임의의 실수 {\displaystyle x_{1},...,x_{n}} 와 {\displaystyle y_{1},...,y_{n}}에 대해 민코프스키 부등식의 대수적 형태는 다음과 같이 쓸 수 있다. 이는 가장 초등적인 형태이다.
- {\displaystyle \left(\sum _{k=1}^{n}|x_{k}+y_{k}|^{p}\right)^{1/p}\leq \left(\sum _{k=1}^{n}|x_{k}|^{p}\right)^{1/p}+\left(\sum _{k=1}^{n}|y_{k}|^{p}\right)^{1/p}.}

이는 아래의 형태에서 셈측도 공간에 대해 쓴 꼴이다.

## Lp{\displaystyle L_{p}}공간의 형태
1<p<∞일 때 측도 μ가 주어진 측도 공간 X에 대하여 f, g가 X에서 [0, ∞]로 가는 가측 함수일 때, 측도 μ에 대한 {\displaystyle L_{p}} 공간 {\displaystyle L_{p}(\mu )}에서는 민코프스키 부등식을 다음과 같이 쓸 수 있다.:63
- {\displaystyle \|f+g\|_{p}\leq \|f\|_{p}+\|g\|_{p}.}

이 형태 때문에 이 부등식이 민코프스키 삼각 부등식이라 불리는 것이다. 이를 이용하면 {\displaystyle L_{p}(\mu )} 가 복소벡터 공간이 된다는 것은 분명하다.

## 적분 형태
(X, m, μ)와 (Y, n, ν)를 σ-유한 측도 공간이라 하고 F를 X×Y 위에서 정의된 m×n 가측 함수라 하자. 그러면 1≤p<∞인 경우 다음과 같은 적분 형태 민코프스키 부등식이 성립한다. 이 부등식은 '민코프스키 적분부등식'이라고도 한다.
- {\displaystyle \left[\int _{X}\left(\int _{Y}F(x,y)\,d\nu (y)\right)^{p}d\mu (x)\right]^{1/p}\leq \int _{Y}\left(\int _{X}F(x,y)^{p}\,d\mu (x)\right)^{1/p}d\nu (y).}

위에서 p=1인 경우 이 부등식은 토넬리의 정리에서 바로 증명된다. 따라서 증명은 1<p에 대해 하면 된다. 이 정리를 증명하기 위해서는 토넬리의 정리와 횔더 부등식을 사용해야 하는데, 기본적으로는 앞의 형태들과 유사한 아이디어를 사용한다.

## 같이 보기
- 삼각 부등식
- 횔더 부등식
- 하디의 부등식
- 말러의 부등식

## 참고 문헌
- 류한영 외, 《한국수학올림피아드 바이블 2》, 도서출판 세화, 2008
- Walter Rudin (1987), Real and complex analysis, McGraw-Hill, ISBN 0-07-100276-6
- 방현수, 《실해석 & 함수해석학》, 교우사, 2002